# Крамчанка
Крамча́нка — село в Україні, у Охтирському районі Сумської області. Населення становить 381 осіб. У складі Тростянецької громади.
Після ліквідації Великописарівського району 19 липня 2020 року село увійшло до Охтирського району.

## Географія
Село Крамчанка розташоване на лівому березі річки Ворсклиця, вище за течією примикає село Тарасівка, нижче за течією на відстані 2.5 км розташоване село Солдатське, на протилежному березі — село Рябівка.
Річка у цьому місці звивиста, утворює лимани, стариці та заболочені озера.

## Історія
- Село постраждало внаслідок голоду в СРСР в 1932—1933 (померло не менше 4 людей) та 1946–1947 роках[2].

## Населення

### Мова
Розподіл населення за рідною мовою за даними перепису 2001 року:
| Мова       | Кількість | Відсоток |
| ---------- | --------- | -------- |
| російська  | 346       | 90.81%   |
| українська | 34        | 8.92%    |
| вірменська | 1         | 0.27%    |
| Усього     | 381       | 100%     |

## Економіка
- Молочно-товарна ферма.

## Об'єкти соціальної сфери
- Школа І ст.